# Litoral do Rio Grande do Sul
O litoral gaúcho corresponde a faixa de terra litorânea, localizada no Rio Grande do Sul. O litoral é dividido em duas regiões: norte e sul.
No litoral sul do Rio Grande do Sul se situa a praia mais extensa do mundo, a praia do Cassino, com cerca de 254 km.

Litoral norte
Litoral sul

## Cidades mais populosas
Estimativa de 2017
| 1  | Rio Grande              | Litoral Lagunar | Sudeste       | 209 378 |
| 2  | Capão da Canoa          | Osório          | Metropolitana | 48 401  |
| 3  | Tramandaí               | Osório          | Metropolitana | 47 521  |
| 4  | Osório                  | Osório          | Metropolitana | 44 468  |
| 5  | Torres                  | Osório          | Metropolitana | 37 564  |
| 6  | Santa Vitória do Palmar | Litoral Lagunar | Sudeste       | 31 274  |
| 7  | São José do Norte       | Litoral Lagunar | Sudeste       | 27 206  |
| 8  | Imbé                    | Osório          | Metropolitana | 20 578  |
| 9  | Cidreira                | Osório          | Metropolitana | 14 710  |
| 10 | Xangri-lá               | Osório          | Metropolitana | 14 650  |
| 11 | Mostardas               | Osório          | Metropolitana | 12 794  |
| 12 | Balneário Pinhal        | Osório          | Metropolitana | 12 671  |
| 13 | Palmares do Sul         | Osório          | Metropolitana | 11 449  |
| 14 | Arroio do Sal           | Osório          | Metropolitana | 9 050   |